# Robert Schindler (Jurist)
Robert Schindler (* 13. Februar 1845 in Graz; †  21. Februar 1909 in Wien) war ein österreichischer Jurist und Herausgeber. 

## Leben
Schindler war der Sohn von Florian Schindler, dem Direktor der Technischen Hochschule Brünn. Er studierte von 1863 bis 1867 Rechtswissenschaften an der Universität Wien. Nach Ausbildungsstationen in Wien, Auspitz und Olmütz wurde er 1873 promoviert und legte 1874 die Advokatenprüfung in Brünn ab. Ab 1876 war er in Wien als Rechtsanwalt tätig. Er übernahm eine Reihe von Ämtern in der Rechtsanwaltskammer,  unter anderem von 1886 bis 1888 im Disziplinarrat. 
Mitglied des Wiener Bezirksschulrats wurde Schindler im Jahr 1888 und wurde 1902 dessen 1. Obmann-Stellvertreter. Daneben gehörte er ab 1895 bis 1904 dem Ausschuss des Deutschen Schulvereins an.
Schindler widmete sich insbesondere der Einführung einer neuen Zivilprozessordnung. Er gab ab 1890 bis zu seinem Tod die Juristischen Blätter heraus, bis 1904 zusammen mit Edmund Benedikt, und war für die Redaktion verantwortlich.